# نانکون، هبئی
نانکون، هبئی (به لاتین: Nancun) یک شهرک در جمهوری خلق چین است که در بخش چانگان، شیجیاژوانگ واقع شده‌است.